# Богинка
Боги́нка — женский демонологический персонаж, известный в Малопольше, южной Мазовии, в районах польско-украинского и польско-словацкого пограничья (Орава, Спиш). Главные функции богинки — преследование рожениц и беременных, похищение и подмена детей.
У словаков считался злым духом леса с атрибутами духов природы. В поверьях Оравы, Спиша и особенно Замагурья богинка описывается как злое уродливое существо c высокой нескладной фигурой, непропорционально большой головой, вздутым животом, кривыми ногами, чёрными зубами, большими грудями, которые закидывались назад через плечо. Также богинки могут появляться в виде животных — кошек, собак, лягушек и др., показываться как тень или быть невидимыми. Богинки обитают на болотах, у прудов, рек, ручьёв, реже в оврагах, лесе, поле, горах. Появляются ночью в ненастную погоду. Окружающая среда, в которой жила богинка, и характеристика её внешнего вида соответствовали характеру, аналогичному иным славянским духам местности (руна, гыргалица, полудница, известным в Словакии). Представления о богинках также близки к поверьям о русалках, босорке, вештице.
Кроме названий типа пол. boginka, boginia, ubohenka, ubogini, словац. bohynka, boginka, bohyna, укр. богині, bohynia богинка может носить названия mamuna (малопол., мазовец., в.-словац., з.-укр.), sybiela (мазовец.), diablica, czarownica, zły duch, babula, matrona, obluda (Жешовское воеводство), mara (Белостокское воеводство), nocula, sidula, odmienica (Люблинское воеводство), czortowa žinka, лісниця (укр.). Богинки могут иметь имена собственные (пол. Ciacia, Lacia, Fuc, Puc; словац. Divá žena). Близкий богинке персонаж — карпат. дивожена, дика баба.